# Якуб Гора
Якуб Гора (чеськ. Jakub Hora, нар. 23 лютого 1991, Мост) — чеський футболіст, нападник клубу «Вікторія» (Пльзень). На правах оренди виступає за «Богеміанс 1905».

## Клубна кар'єра
У дорослому футболі дебютував 2009 року виступами за «Банік» з рідного міста Мост, в якому провів один сезон, взявши участь у 26 матчах чемпіонату.
Своєю грою за цю команду привернув увагу представників тренерського штабу «Славії», до складу якого приєднався в липні 2010 року. Відіграв за празьку команду наступний сезон своєї ігрової кар'єри, після чого перейшов у «Вікторію» (Пльзень). У пльзенській команді стати основним гравцем не зумів, тому на початку 2013 року був відданий в оренду до кінця сезону в «Динамо» (Чеські Будейовиці), а влітку ще на сезон в «Богеміанс 1905».

## Виступи за збірні
2010 року дебютував у складі юнацької збірної Чехії, взяв участь у 8 іграх на юнацькому рівні.
25 квітня 2012 року провів один матч у складі молодіжної збірної Чехії у виїзній товариській грі проти однолітків зі Словаччини.

## Титули і досягнення
- Володар Суперкубка Чехії (1):

«Вікторія» (Пльзень): 2011
- Чемпіон Латвії (1):

«Рига»: 2020